# Entomophaga pyriformis
Entomophaga pyriformis är en svampart som beskrevs av Balazy 1993. Entomophaga pyriformis ingår i släktet Entomophaga och familjen Entomophthoraceae.   Inga underarter finns listade i Catalogue of Life.